# BGF (기업)
BGF는 대한민국의 BGF그룹의 지주회사이다.

## 연혁
- 1983년 10월 6일: 주식회사 보광(현 휘닉스중앙) 설립
- 1989년 10월: 편의점 사업 개시(CVS사업부)
- 1994년 12월: CVS사업부 분할하여 (주)보광훼미리마트(현 BGF리테일) 설립
- 1999년: 삼성그룹으로부터 보광그룹 분리
- 2000년 1월: (주)보광훼미리마트 분사하여 (주)휘닉스벤딩서비스 설립
- 2006년: 중앙일보로부터 보광그룹 분리[1]
- 2015년 10월: 농심 계열사 이스턴웰스에 (주)휘닉스벤딩서비스 매각[2]
- 2016년 2월: 중앙그룹과 BGF에 (주)보광, (주)보광이천 매각
- 2016년 3월 28일: (주)보광 본사 이전 (서울특별시 강남구 대치동 → 서울특별시 중구 서소문동)
- 2016년 7월 27일: (주)보광이천 사명 변경 ((주)보광이천 → (주)사우스스프링스)
- 2016년 8월 7일: 휘닉스스프링스CC 리브랜딩 (휘닉스스프링스CC → 사우스스프링스CC)